# Campeonato Cearense de Futebol de 2025
A Série A do Campeonato Cearense de Futebol de 2025 (oficialmente, Campeonato Cearense Superbet 2025, por motivos de patrocínio) foi a 111ª edição da principal divisão do futebol Cearense. O campeonato é realizado e organizado pela Federação Cearense de Futebol e disputado por 10 clubes, com inicio em 18 de janeiro e finalizando em 22 de março de 2025. A competição premiará os clubes com duas vagas para a Copa do Brasil de 2026 e três para a Série D de 2026.
A edição conta com as estreias de Cariri e Tirol, que subiram da segunda divisão. As equipes assumiram as vagas deixadas pelas quedas de Atlético Cearense e Caucaia no ano anterior. O Ceará é o atual campeão da competição.

## Equipes participantes

### Promovidos e rebaixados
| Pos. | Rebaixados da Primeira Divisão de 2024 |
| ---- | -------------------------------------- |
| 9º   | Atlético Cearense                      |
| 10º  | Caucaia                                |

| Pos. | Promovidos da Segunda Divisão de 2024 |
| ---- | ------------------------------------- |
| 1º   | Tirol                                 |
| 2º   | Cariri                                |

### Informações das equipes
| Aumento | Equipe promovida da Segunda Divisão de 2024 |

## Regulamento
Em fórmula similar aos anos anteriores, o Campeonato será disputado em quatro fases, a saber: Primeira Fase, Quartas de final, Semifinal e Final, além de uma Disputa de 3º Lugar e uma fase de Quadrangular contra o Rebaixamento.
Na Primeira Fase, todos os clubes participantes serão divididos em 2 grupos de 5 equipes cada. Cada equipe irá enfrentar as demais do outro grupo em turno único, totalizando 5 rodadas. As 5 equipes mais bem posicionadas no Ranking da FCF terão direito a mando de campo em 3 rodadas, enquanto as demais terão direito de mando de campo em 2 rodadas. O 1º colocado de cada grupo classifica-se diretamente as Semifinais, enquanto os 2º e 3º colocados de cada grupo se classificam as Quartas de Final, e os dois últimos de cada grupo jogam o Quadrangular contra o Rebaixamento.
No Quadrangular, as duas últimas equipes de cada grupo serão colocadas em grupo único e definirão no sistema de todos contra todos em turno único, totalizando 3 rodadas. Os dois últimos colocados descenderão para a Série B de 2026.
Em caso de empate na pontuação final, na Primeira Fase ou no Quadrangular contra o Rebaixamento, o desempate será feito observando os critérios abaixo:
1. Maior número de vitórias;
2. Maior saldo de gols;
3. Maior número de gols pró;
4. Menor número de cartões vermelhos recebidos;
5. Menor número de cartões amarelos recebidos;
6. Sorteio.

As Quartas de Final serão disputadas em ida e volta, com mando de campo na volta para os segundo colocados, com os seguintes confrontos:
- Grupo C – 2º Colocado do Grupo A x 3º Colocado do Grupo A
- Grupo D – 2º Colocado do Grupo B x 3º Colocado do Grupo B

As Semifinais serão disputadas em partidas de ida e volta, com mando de campo na volta para os primeiros colocados na Primeira Fase, com os seguintes confrontos:
- Grupo E – 1º Colocado do Grupo A x Vencedor Grupo C
- Grupo F – 1º Colocado do Grupo B x Vencedor Grupo D

A Disputa de 3º Lugar será disputada em jogo único, com mando de campo para a equipe de melhor campanha na Primeira Fase, com o seguinte confronto:
- Perdedor Grupo E x Perdedor Grupo F

A Final será disputada em partidas de ida e volta, com mando de campo na volta para a equipe de melhor campanha considerando as partidas disputadas na Primeira Fase e na Semifinal, com o seguinte confronto:
- Grupo G – Vencedor Grupo E x Vencedor Grupo F

Nas Quartas de Final, Semifinal e Final, em caso de empate em pontos ao final da partida de volta, o desempate será feito observando os critérios abaixo:
1. Maior saldo de gols;
2. Disputa de pênaltis.

Na Disputa de 3º Lugar, em caso de empate ao final da partida, o desempate será feito em disputa de pênaltis.
Ao clube vencedor da Final será atribuído o título de Campeão Cearense da Série A de 2025. O time melhor posicionado na Classificação Geral, dentre aqueles que não sejam sediados em Fortaleza, receberá o título de Campeão Cearense do Interior, recebendo a Taça Padre Cícero. As vagas em competições nacionais serão distribuídas conforme os seguintes critérios:
- Copa do Brasil 2026 (2 vagas): Campeão e vice-campeão estadual.
- Série D 2026 (3 vagas): Equipes mais bem posicionadas na Classificação Geral, excluindo Ceará, Floresta e Fortaleza.[nota 2]

## Primeira Fase

### Sorteio
O sorteio será realizado em data ainda a ser definida, durante o evento de lançamento do campeonato.
Para o sorteio, as equipes foram divididas em 5 (cinco) potes de acordo com suas posições no Ranking da FCF. Em cada pote, um dos clubes integraram diferentes grupos. Pelo critério de regionalização, Barbalha e Cariri devem obrigatoriamente ser alocados em grupos distintos, assim foi realizado um sorteio casado nos Potes 4 e 5.

#### Potes para sorteio
| Pote 1                          | Pote 2                               | Pote 3                             | Pote 4                               | Pote 5                         |
| ------------------------------- | ------------------------------------ | ---------------------------------- | ------------------------------------ | ------------------------------ |
| - Fortaleza (1.º) - Ceará (2.º) | - Ferroviário (3.º) - Floresta (6.º) | - Iguatu (7.º) - Maracanã-CE (8.º) | - Barbalha (11.º) - Horizonte (12.º) | - Tirol (16.º) - Cariri (21.º) |

### Grupo A
| Pos | Equipe      | Pts | J | V | E | D | GP | GC | SG  | Classificação                          |
| --- | ----------- | --- | - | - | - | - | -- | -- | --- | -------------------------------------- |
| 1   | Ceará       | 15  | 5 | 5 | 0 | 0 | 12 | 3  | +9  | Classificado para a Semifinal          |
| 2   | Maracanã-CE | 7   | 5 | 2 | 1 | 2 | 6  | 4  | +2  | Classificados para as Quartas de Final |
| 3   | Horizonte   | 6   | 5 | 1 | 3 | 1 | 5  | 6  | −1  | Classificados para as Quartas de Final |
| 4   | Floresta    | 5   | 5 | 1 | 2 | 2 | 7  | 8  | −1  | Quadrangular do Rebaixamento           |
| 5   | Cariri      | 0   | 5 | 0 | 0 | 5 | 2  | 21 | −19 | Quadrangular do Rebaixamento           |

### Grupo B
| Pos | Equipe      | Pts | J | V | E | D | GP | GC | SG  | Classificação                          |
| --- | ----------- | --- | - | - | - | - | -- | -- | --- | -------------------------------------- |
| 1   | Fortaleza   | 12  | 5 | 4 | 0 | 1 | 13 | 3  | +10 | Classificado para a Semifinal          |
| 2   | Tirol       | 8   | 5 | 2 | 2 | 1 | 8  | 3  | +5  | Classificados para as Quartas de Final |
| 3   | Ferroviário | 7   | 5 | 2 | 1 | 2 | 8  | 7  | +1  | Classificados para as Quartas de Final |
| 4   | Iguatu      | 5   | 5 | 1 | 2 | 2 | 7  | 5  | +2  | Quadrangular do Rebaixamento           |
| 5   | Barbalha    | 4   | 5 | 1 | 1 | 3 | 6  | 14 | −8  | Quadrangular do Rebaixamento           |

### Confrontos
| Mandante \ Visitante | BAR | CAR | CEA | FAC | FLO | FOR | HOR | IGU | MAR | TIR |
| -------------------- | --- | --- | --- | --- | --- | --- | --- | --- | --- | --- |
| Barbalha             | —   | 3–1 |     |     |     |     | 1–1 |     |     |     |
| Cariri               |     | —   |     | 0–2 |     |     |     | 1–5 |     |     |
| Ceará                | 5–0 |     | —   |     |     |     |     | 1–0 |     | 2–1 |
| Ferroviário          |     |     | 1–2 | —   |     |     | 1–2 |     | 1–0 |     |
| Floresta             | 3–1 |     |     | 3–3 | —   | 0–1 |     |     |     |     |
| Fortaleza            |     | 7–0 | 1–2 |     |     | —   |     |     | 1–0 |     |
| Horizonte            |     |     |     |     |     | 1–3 | —   |     |     | 0–0 |
| Iguatu               |     |     |     |     | 1–1 |     | 1–1 | —   | 0–1 |     |
| Maracanã-CE          | 4–1 |     |     |     |     |     |     |     | —   | 1–1 |
| Tirol                |     | 4–0 |     |     | 2–0 |     |     |     |     | —   |

#### Rodada 1
| 18 de janeiro | Ceará                               | 2 – 1          | Tirol      | Fortaleza                                                                                            |  |
| 16:30         | Pedro Henrique 7' (pen) · Ramon 34' | Súmula Borderô | 62' Soares | Estádio: Presidente Vargas Público: 14 269 Árbitro: CE Elizabete Esmeralda Cordeiro dos Santos Gomes |  |

| 18 de janeiro | Iguatu | 0 – 1          | Maracanã-CE     | Iguatu                                                                          |  |
| 17:00         |        | Súmula Borderô | 25' Luís Soares | Estádio: Morenão Público: 581 Árbitro: CE Raimundo Rodrigues de Oliveira Júnior |  |

| 19 de janeiro | Floresta                                | 3 – 1          | Barbalha        | Horizonte                                                              |  |
| 16:00         | Rafael Furlan 55' (pen) · Ruan 71', 84' | Súmula Borderô | 14' Léo Pimenta | Estádio: Domingão Público: 117 Árbitro: CE Antônio Magno Lima Cordeiro |  |

| 19 de janeiro | Ferroviário    | 1 – 2          | Horizonte                        | Fortaleza                                                                          |  |
| 18:30         | Allanzinho 36' | Súmula Borderô | 2' Léo Ribeiro · 15' Tico Baiano | Estádio: Presidente Vargas Público: 926 Árbitro: CE Luciano da Silva Miranda Filho |  |

| 27 de janeiro | Fortaleza | 7 – 0          | Cariri | Fortaleza                                                                         |  |
| 20:30         | Moisés 13' · Juan Martín Lucero 30', 45' · Marinho 33' · Tomás Pochettino 73' · Yago Pikachu 74' · Emanuel Brítez 90+2' | Súmula Borderô |        | Estádio: Presidente Vargas Público: 7 899 Árbitro: CE Joanilson Scarcella de Lima |  |

#### Rodada 2
| 23 de janeiro | Barbalha                                              | 3 – 1          | Cariri     | Barbalha                                                            |  |
| 20:00         | Fabrício Recife 45+4' · Erickin 46' · Léo Pimenta 75' | Súmula Borderô | 27' Dalvan | Estádio: Inaldão Público: 498 Árbitro: CE Wanderson Marques Martins |  |

| 25 de janeiro | Iguatu     | 1 – 1          | Floresta  | Iguatu                                                      |  |
| 16:00         | Israel 66' | Súmula Borderô | 55' Ícaro | Estádio: Morenão Público: 419 Árbitro: CE Léo Simão Holanda |  |

| 25 de janeiro | Horizonte   | 1 – 3          | Fortaleza                                            | Horizonte                                                             |  |
| 16:30         | Waldson 59' | Súmula Borderô | 10', 57' (pen) Renato Kayzer · 29' (pen) Breno Lopes | Estádio: Domingão Público: 6 005 Árbitro: RJ Marcelo de Lima Henrique |  |

| 26 de janeiro | Maracanã-CE | 1 – 1          | Tirol         | Maracanaú                                                                       |  |
| 16:00         | Wendel 26'  | Súmula Borderô | 42' (pen) Pio | Estádio: Almir Dutra Público: 706 Árbitro: CE Gilberto Júnior de Sousa Oliveira |  |

| 26 de janeiro | Ferroviário   | 1 – 2          | Ceará                          | Fortaleza                                                                                   |  |
| 17:00         | Dieguinho 36' | Súmula Borderô | 11' Lourenço · 15' Fernandinho | Estádio: Presidente Vargas Público: 5 348 Árbitro: CE Raimundo Rodrigues de Oliveira Júnior |  |

#### Rodada 3
| 28 de janeiro | Barbalha    | 1 – 1          | Horizonte       | Barbalha                                                           |  |
| 19:00         | Erickin 31' | Súmula Borderô | 38' Léo Ribeiro | Estádio: Inaldão Público: 328 Árbitro: CE Michelle Peixoto Safatle |  |

| 29 de janeiro | Floresta                                   | 3 – 3          | Ferroviário                        | Horizonte                                                          |  |
| 19:00         | Vitinho 31' · Ícaro 56' · Mateus Ludke 69' | Súmula Borderô | 47', 64' Wesley Junio · 68' Jeffão | Estádio: Domingão Público: 142 Árbitro: CE Avelar Rodrigo da Silva |  |

| 29 de janeiro | Ceará           | 1 – 0          | Iguatu | Fortaleza                                                                      |  |
| 20:30         | Fernandinho 26' | Súmula Borderô |        | Estádio: Presidente Vargas Público: 8 713 Árbitro: RJ Marcelo de Lima Henrique |  |

| 30 de janeiro | Tirol                                                | 4 – 0          | Cariri | Horizonte                                                             |  |
| 19:00         | Otacílio Marcos 12', 75' · Dudu 45+3' · Paulinho 85' | Súmula Borderô |        | Estádio: Domingão Público: 76 Árbitro: CE Antônio Magno Lima Cordeiro |  |

| 30 de janeiro | Fortaleza   | 1 – 0          | Maracanã-CE | Fortaleza                                                                            |  |
| 20:30         | Marinho 65' | Súmula Borderô |             | Estádio: Presidente Vargas Público: 9 162 Árbitro: CE Luciano da Silva Miranda Filho |  |

#### Rodada 4
| 1 de fevereiro | Floresta | 0 – 1          | Fortaleza        | Fortaleza                                                                         |  |
| 16:30          |          | Súmula Borderô | 26' Yago Pikachu | Estádio: Presidente Vargas Público: 2 400 Árbitro: CE Antônio Magno Lima Cordeiro |  |

| 2 de fevereiro | Ferroviário | 1 – 0          | Maracanã-CE | Horizonte                                                           |  |
| 16:00          | Jeffão 59'  | Súmula Borderô |             | Estádio: Domingão Público: 189 Árbitro: CE Marcelo de Lima Henrique |  |

| 2 de fevereiro | Ceará                                                                             | 5 – 0          | Barbalha | Fortaleza                                                               |  |
| 17:00          | Pedro Henrique 15' · Aylon 54', 90+3' · Guilherme Luiz 89' · Matheus Araújo 90+5' | Súmula Borderô |          | Estádio: Presidente Vargas Público: 9 443 Árbitro: CE Léo Simão Holanda |  |

| 3 de fevereiro | Cariri            | 1 – 5          | Iguatu                                                             | Juazeiro do Norte                                                |  |
| 20:00          | Eduardo Elias 39' | Súmula Borderô | 12' Mateuzinho · 18', 75' Eduardo Júnior · 45+5', 79' Wagner Vidal | Estádio: Arena Romeirão Público: 688 Árbitro: CE Renato Pinheiro |  |

| 4 de fevereiro | Horizonte | 0 – 0          | Tirol | Horizonte                                                                         |  |
| 19:00          |           | Súmula Borderô |       | Estádio: Domingão Público: 866 Árbitro: CE Francisco Naydson Albuquerque de Souza |  |

#### Rodada 5
| 8 de fevereiro | Fortaleza                    | 1 – 2          | Ceará                                | Fortaleza                                                                     |  |
| 16:30          | Juan Martín Lucero 72' (pen) | Súmula Borderô | 16' Lucas Mugni · 25' Pedro Henrique | Estádio: Arena Castelão Público: 42 059 Árbitro: SP Matheus Delgado Candançan |  |

| 8 de fevereiro | Cariri | 0 – 2          | Ferroviário                 | Juazeiro do Norte                                                      |  |
| 16:30          |        | Súmula Borderô | 54' Allanzinho · 67' Jeffão | Estádio: Arena Romeirão Público: 529 Árbitro: CE Luciano Miranda Filho |  |

| 8 de fevereiro | Tirol                      | 2 – 0          | Floresta | Fortaleza                                                                                 |  |
| 16:30          | Pio 45' · Júnior César 51' | Súmula Borderô |          | Estádio: Presidente Vargas Público: 153 Árbitro: CE Raimundo Rodrigues de Oliveira Júnior |  |

| 8 de fevereiro | Maracanã-CE                                                            | 4 – 1          | Barbalha    | Maracanaú                                                                 |  |
| 16:30          | Luís Soares 26' · Bravo 60' · Davi Torres 65' · Matheus Taumaturgo 81' | Súmula Borderô | 90+1' Kauan | Estádio: Almir Dutra Público: 377 Árbitro: CE Joanilson Scarcella de Lima |  |

| 8 de fevereiro | Iguatu        | 1 – 1          | Horizonte    | Iguatu                                                      |  |
| 16:30          | Dieguinho 17' | Súmula Borderô | 13' Dentinho | Estádio: Morenão Público: 605 Árbitro: CE Léo Simão Holanda |  |

### Desempenho por Rodada
Clubes que lideraram ao final de cada rodada:
| Rodadas | Rodadas | Rodadas | Rodadas | Rodadas | Rodadas |
| ------- | ------- | ------- | ------- | ------- | ------- |
|         | 1       | 2       | 3       | 4       | 5       |
| Grupo A | FLO     | CEA     | CEA     | CEA     | CEA     |
| Grupo B | FOR     | FOR     | FOR     | FOR     | FOR     |

Clubes que ficaram na última posição ao final de cada rodada:
| Rodadas | Rodadas | Rodadas | Rodadas | Rodadas | Rodadas |
| ------- | ------- | ------- | ------- | ------- | ------- |
|         | 1       | 2       | 3       | 4       | 5       |
| Grupo A | CAR     | CAR     | CAR     | CAR     | CAR     |
| Grupo B | BAR     | FAC     | IGU     | BAR     | BAR     |

## Fase final

### Tabela até a final
Em itálico, as equipes que possuem o mando de campo no primeiro jogo do confronto ou no jogo único e em negrito as equipes classificadas.
|  | Quartas de Final | Quartas de Final | Quartas de Final | Quartas de Final | Quartas de Final |  |  | Semifinais | Semifinais  | Semifinais | Semifinais | Semifinais |  |  | Final | Final     | Final | Final | Final |
|  |                  |                  |                  |                  |                  |  |  |            |             |            |            |            |  |  |       |           |       |       |       |
|  |                  |                  |                  |                  |                  |  |  | -          | Ferroviário | 0          | 0          | 0          |  |  |       |           |       |       |       |
|  | 3B               | Ferroviário      | 2                | 3                | 5                |  |  | 1B         | Fortaleza   | 0          | 1          | 1          |  |  |       |           |       |       |       |
|  | 2B               | Tirol            | 1                | 0                | 1                |  |  |            |             |            |            |            |  |  |       | Fortaleza | 0     | 1     | 1     |
|  |                  |                  |                  |                  |                  |  |  |            |             |            |            |            |  |  |       | Ceará     | 1     | 1     | 2     |
|  |                  |                  |                  |                  |                  |  |  | -          | Maracanã-CE | 0          | 0          | 0          |  |  |       |           |       |       |       |
|  | 3A               | Horizonte        | 2                | 0                | 2                |  |  | 1A         | Ceará       | 3          | 4          | 7          |  |  |       |           |       |       |       |
|  | 2A               | Maracanã-CE      | 3                | 1                | 4                |  |  |            |             |            |            |            |  |  |       |           |       |       |       |

|  |                |             |   |
|  | Terceiro Lugar |             |   |
|  |                |             |   |
|  |                |             |   |
|  |                |             |   |
|  | Maracanã-CE    | Maracanã-CE | 2 |
|  | Maracanã-CE    | Maracanã-CE | 2 |
|  | Ferroviário    | Ferroviário | 1 |
|  | Ferroviário    | Ferroviário | 1 |

### Quartas de Final
Grupo C
| 16 de fevereiro Ida | Horizonte                        | 2 – 3          | Maracanã-CE                                 | Horizonte                                                           |  |
| 16:30               | Tico Baiano 60' (pen), 79' (pen) | Súmula Borderô | 24' Davi Torres · 66' Testinha · 70' Wendel | Estádio: Domingão Público: 750 Árbitro: CE Marcelo de Lima Henrique |  |

| 23 de fevereiro Volta | Maracanã-CE  | 1 – 0 (4 – 2 agr.) | Horizonte | Maracanaú                                                                    |  |
| 16:00                 | Patuta 90+3' | Súmula Borderô     |           | Estádio: Almir Dutra Público: 745 Árbitro: CE Luciano da Silva Miranda Filho |  |

Grupo D
| 15 de fevereiro Ida | Ferroviário            | 2 – 1          | Tirol    | Fortaleza                                                             |  |
| 16:30               | Janeudo 22' · Ciel 76' | Súmula Borderô | 79' Biel | Estádio: Presidente Vargas Público: 764 Árbitro: CE Léo Simão Holanda |  |

| 22 de fevereiro Volta | Tirol | 0 – 3 (1 – 5 agr.) | Ferroviário                   | Fortaleza                                                                         |  |
| 16:30                 |       | Súmula Borderô     | 5', 69' Allanzinho · 73' Ciel | Estádio: Presidente Vargas Público: 1 240 Árbitro: CE Joanilson Scarcella de Lima |  |

### Semifinais
Grupo E
| 2 de março Ida | Maracanã-CE | 0 – 3          | Ceará                                                         | Fortaleza                                                                      |  |
| 17:00          |             | Súmula Borderô | 35' Marllon Borges · 46' Lucas Mugni · 90+3' (pen) Pedro Raul | Estádio: Arena Castelão Público: 6 776 Árbitro: CE Joanilson Scarcella de Lima |  |

| 9 de março Volta | Ceará                                                                     | 4 – 0 (7 – 0 agr.) | Maracanã-CE | Fortaleza                                                                |  |
| 17:00            | Pedro Raul 18' · Marcos Victor 24' · Fernandinho 44' · Matheus Araújo 61' | Súmula Borderô     |             | Estádio: Presidente Vargas Público: 13 385 Árbitro: CE Léo Simão Holanda |  |

Grupo F
| 1 de março Ida | Ferroviário | 0 – 0          | Fortaleza | Fortaleza                                                                                   |  |
| 16:30          |             | Súmula Borderô |           | Estádio: Presidente Vargas Público: 2 982 Árbitro: CE Raimundo Rodrigues de Oliveira Júnior |  |

| 8 de março Volta | Fortaleza                | 1 – 0 (1 – 0 agr.) | Ferroviário | Fortaleza                                                                       |  |
| 16:30            | Juan Martín Lucero 90+1' | Súmula Borderô     |             | Estádio: Presidente Vargas Público: 15 465 Árbitro: CE Marcelo de Lima Henrique |  |

### Disputa de terceiro lugar
| 15 de março Jogo único | Maracanã-CE                        | 2 – 1  | Ferroviário       | Maracanaú                                                                      |  |
| 19:00                  | Bravo 14' · Matheus Taumaturgo 67' | Súmula | 80' Lucas Ramires | Estádio: Almir Dutra Árbitro: CE Elizabete Esmeralda Cordeiro dos Santos Gomes |  |

### Finais
Ida
| 15 de março | Fortaleza | 0 – 1          | Ceará                     | Arena Castelão, Fortaleza                                                       |
| 16:30       |           | Súmula Borderô | 81' (pen) Fernando Sobral | Público: 35 928 Renda: R$ 1.022.277,00 Árbitro: PE Rodrigo José Pereira de Lima |

| Fortaleza | Ceará |

Volta
| 22 de março | Ceará          | 1 – 1 | Fortaleza       | Arena Castelão, Fortaleza |
| 16:30       | Pedro Raul 72' |       | 59' Lucas Sasha |                           |

## Quadrangular do Rebaixamento
| Pos | Equipe   | Pts | J | V | E | D | GP | GC | SG | Classificado              |   | FLO | IGU | BAR | CAR |
| --- | -------- | --- | - | - | - | - | -- | -- | -- | ------------------------- | - | --- | --- | --- | --- |
| 1   | Floresta | 7   | 3 | 2 | 1 | 0 | 4  | 2  | +2 |                           |   | —   | 1–0 | –   | 2–1 |
| 2   | Iguatu   | 4   | 3 | 1 | 1 | 1 | 6  | 4  | +2 |                           | – | —   | 3–3 | 3–0 |     |
| 3   | Barbalha | 3   | 3 | 0 | 3 | 0 | 5  | 5  | 0  | Rebaixados à Série B 2026 |   | 1–1 | –   | —   | –   |
| 4   | Cariri   | 1   | 3 | 0 | 1 | 2 | 2  | 6  | −4 | Rebaixados à Série B 2026 |   | –   | –   | 1–1 | —   |

### Confrontos

#### Rodada 1
| 15 de fevereiro | Barbalha          | 1 – 1          | Floresta           | Barbalha                                                                                |  |
| 16:00           | Gabriel Silva 84' | Súmula Borderô | 90+6' Mateus Ludke | Estádio: Inaldão Público: 271 Árbitro: CE Elizabete Esmeralda Cordeiro dos Santos Gomes |  |

| 15 de fevereiro | Iguatu                                                  | 3 – 0          | Cariri | Iguatu                                                                   |  |
| 16:00           | Gustavo Coutinho 33' · Matías Verdún 44' · Robert 45+1' | Súmula Borderô |        | Estádio: Morenão Público: 194 Árbitro: CE Francisco Luan Adrião da Silva |  |

#### Rodada 2
| 21 de fevereiro | Floresta | 1 – 0          | Iguatu | Horizonte                                                             |  |
| 19:00           | Ruan 49' | Súmula Borderô |        | Estádio: Domingão Público: 98 Árbitro: CE Paulo Vitor de Lima Pereira |  |

| 22 de fevereiro | Cariri             | 1 – 1          | Barbalha          | Juazeiro do Norte                                                |  |
| 16:00           | Rodrigo Sabará 60' | Súmula Borderô | 45' Vitor Ribeiro | Estádio: Arena Romeirão Público: 655 Árbitro: CE Renato Pinheiro |  |

#### Rodada 3
| 27 de fevereiro | Iguatu                                            | 3 – 3  | Barbalha                                            | Iguatu                                                 |  |
| 19:00           | Gustavo Coutinho 3' · Tiaguinho 5' · Thalison 59' | Súmula | 17' Erickin · 19' Léo Pimenta · 73' Fabrício Recife | Estádio: Morenão Árbitro: CE Wanderson Marques Martins |  |

| 27 de fevereiro | Floresta                             | 2 – 1  | Cariri      | Horizonte                                                 |  |
| 19:00           | Mateus Ludke 38' · Rafael Furlan 72' | Súmula | 57' Bisneto | Estádio: Domingão Árbitro: CE Wladyerisson Silva Oliveira |  |

## Premiação

### Campeão
| Campeão Cearense 2025         |
| ----------------------------- |
| Ceará Bicampeão (47.º título) |

### Campeão do Interior
| Taça Padre Cícero 2025             |
| ---------------------------------- |
| Maracanã-CE Bicampeão (2.º título) |

## Estatísticas

### Artilharia
| Gols | Jogador            | Time        |
| ---- | ------------------ | ----------- |
| 4    | Allanzinho         | Ferroviário |
| 4    | Juan Martín Lucero | Fortaleza   |
| 3    | Bravo              | Maracanã-CE |
| 3    | Erickin            | Barbalha    |
| 3    | Jeffão             | Ferroviário |
| 3    | Léo Pimenta        | Barbalha    |
| 3    | Mateus Ludke       | Floresta    |
| 3    | Pedro Henrique     | Ceará       |
| 3    | Pedro Raul         | Ceará       |
| 3    | Ruan               | Floresta    |
| 3    | Tico Baiano        | Horizonte   |

### Público
Maiores públicos
Estes são os dez maiores públicos pagantes do campeonato, sem considerar as partidas com portões fechados:
| N.º | Público | Mandante    | Placar | Visitante   | Estádio           | Data           | Rodada            | Ref.   |
| --- | ------- | ----------- | ------ | ----------- | ----------------- | -------------- | ----------------- | ------ |
| 1   | 42 059  | Fortaleza   | 1–2    | Ceará       | Arena Castelão    | 8 de fevereiro | 5.ª               | [ 4 ]  |
| 2   | 35 928  | Fortaleza   | 0–1    | Ceará       | Arena Castelão    | 15 de março    | Final (Ida)       | [ 5 ]  |
| 3   | 15 465  | Fortaleza   | 1–0    | Ferroviário | Presidente Vargas | 8 de março     | Semifinal (Volta) | [ 6 ]  |
| 4   | 14 269  | Ceará       | 2–1    | Tirol       | Presidente Vargas | 18 de janeiro  | 1.ª               | [ 7 ]  |
| 5   | 13 385  | Ceará       | 4–0    | Maracanã-CE | Presidente Vargas | 9 de março     | Semifinal (Volta) | [ 8 ]  |
| 6   | 9 443   | Ceará       | 5–0    | Barbalha    | Presidente Vargas | 2 de fevereiro | 4.ª               | [ 9 ]  |
| 7   | 9 162   | Fortaleza   | 1–0    | Maracanã-CE | Presidente Vargas | 30 de janeiro  | 4.ª               | [ 10 ] |
| 8   | 8 713   | Ceará       | 1–0    | Iguatu      | Presidente Vargas | 29 de janeiro  | 3.ª               | [ 11 ] |
| 9   | 7 899   | Fortaleza   | 7–0    | Cariri      | Presidente Vargas | 27 de janeiro  | 1.ª               | [ 12 ] |
| 10  | 6 776   | Maracanã-CE | 0–3    | Ceará       | Presidente Vargas | 2 de março     | Semifinal (Ida)   | [ 13 ] |

Menores públicos
Estes são os dez menores públicos pagantes do campeonato, sem considerar as partidas com portões fechados:
| N.º | Público | Mandante    | Placar | Visitante   | Estádio           | Data            | Rodada   | Ref.   |
| --- | ------- | ----------- | ------ | ----------- | ----------------- | --------------- | -------- | ------ |
| 1   | 76      | Tirol       | 4–0    | Cariri      | Domingão          | 30 de janeiro   | 3.ª      | [ 14 ] |
| 2   | 98      | Floresta    | 1–0    | Iguatu      | Domingão          | 21 de fevereiro | 2.ª (QR) | [ 15 ] |
| 3   | 117     | Floresta    | 3–1    | Barbalha    | Domingão          | 19 de janeiro   | 1.ª      | [ 16 ] |
| 4   | 142     | Floresta    | 3–3    | Ferroviário | Domingão          | 29 de janeiro   | 3.ª      | [ 17 ] |
| 5   | 153     | Tirol       | 2–0    | Floresta    | Presidente Vargas | 8 de fevereiro  | 5.ª      | [ 18 ] |
| 6   | 189     | Ferroviário | 1–0    | Maracanã-CE | Domingão          | 2 de fevereiro  | 4.ª      | [ 19 ] |
| 7   | 194     | Iguatu      | 3–0    | Cariri      | Morenão           | 15 de fevereiro | 1.ª (QR) | [ 20 ] |
| 8   | 271     | Barbalha    | 1–1    | Floresta    | Inaldão           | 15 de fevereiro | 1.ª (QR) | [ 21 ] |
| 9   | 328     | Barbalha    | 1–1    | Horizonte   | Inaldão           | 28 de janeiro   | 3.ª      | [ 22 ] |
| 10  | 377     | Maracanã-CE | 4–1    | Barbalha    | Almir Dutra       | 8 de fevereiro  | 5.ª      | [ 23 ] |

Médias de público
Estas são as médias de público dos clubes no campeonato. Considera-se apenas os jogos da equipe como mandante e o público pagante:
| Pos. | Equipe      | Média  | Total   | Mandos | Maior  | Menor |
| ---- | ----------- | ------ | ------- | ------ | ------ | ----- |
| 1    | Fortaleza   | 22 103 | 110 513 | 5      | 42 059 | 7 899 |
| 2    | Ceará       | 11 495 | 45 980  | 4      | 14 269 | 8 713 |
| 3    | Ferroviário | 3 302  | 16 509  | 5      | 5 348  | 189   |
| 4    | Horizonte   | 2 540  | 7 621   | 3      | 6 005  | 750   |
| 5    | Maracanã-CE | 2 151  | 8 604   | 4      | 6 776  | 377   |
| 6    | Floresta    | 689    | 2 757   | 4      | 2 400  | 98    |
| 7    | Cariri      | 624    | 1 872   | 3      | 688    | 529   |
| 8    | Tirol       | 490    | 1 469   | 3      | 1 240  | 76    |
| 9    | Iguatu      | 450    | 1 799   | 4      | 605    | 194   |
| 10   | Barbalha    | 366    | 1 097   | 3      | 498    | 271   |

## Classificação geral
A classificação geral dá prioridade ao time que avançou mais fases, e ao campeão, ainda que tenham menor pontuação. Segundo o art. 19 do Regulamento, as partidas da Primeira Fase serão desconsideradas na Classificação Geral, em relação às equipes que disputarem o Quadrangular do Rebaixamento, ao passo que as partidas das Quartas de Final serão desconsideradas, em relação às equipes que avançarem à Semifinal.

### Campeonato Cearense
| Pos | Equipe      | Pts | J | V | E | D | GP | GC | SG  | Classificação ou descenso                                        |
| --- | ----------- | --- | - | - | - | - | -- | -- | --- | ---------------------------------------------------------------- |
| 1   | Ceará       | 25  | 9 | 8 | 1 | 0 | 21 | 4  | +17 | Campeão e classificado à Copa do Brasil de 2026                  |
| 2   | Fortaleza   | 17  | 9 | 5 | 2 | 2 | 15 | 5  | +10 | Vice-campeão e classificado à Copa do Brasil de 2026             |
| 3   | Maracanã-CE | 10  | 8 | 3 | 1 | 4 | 8  | 12 | −4  | Vencedor da Disputa de 3º Lugar e classificado à Série D de 2026 |
| 4   | Ferroviário | 8   | 8 | 2 | 2 | 4 | 10 | 10 | 0   | Perdedor da Disputa de 3º Lugar e classificado à Série D de 2026 |
| 5   | Tirol       | 8   | 7 | 2 | 2 | 3 | 9  | 8  | +1  | Eliminado nas Quartas de Final e classificado à Série D de 2026  |
| 6   | Horizonte   | 6   | 7 | 1 | 3 | 3 | 7  | 10 | −3  | Eliminado nas Quartas de Final                                   |
| 7   | Floresta    | 7   | 3 | 2 | 1 | 0 | 4  | 2  | +2  | Quadrangular do Rebaixamento                                     |
| 8   | Iguatu      | 4   | 3 | 1 | 1 | 1 | 6  | 4  | +2  | Quadrangular do Rebaixamento                                     |
| 9   | Barbalha    | 3   | 3 | 0 | 3 | 0 | 5  | 5  | 0   | Rebaixados à Segunda Divisão de 2026                             |
| 10  | Cariri      | 1   | 3 | 0 | 1 | 2 | 2  | 6  | −4  | Rebaixados à Segunda Divisão de 2026                             |

### Taça Padre Cícero
| Pos | Equipe          | Pts | J | V | E | D | GP | GC | SG | Classificação ou descenso |
| --- | --------------- | --- | - | - | - | - | -- | -- | -- | ------------------------- |
| 1   | Maracanã-CE (C) | 10  | 8 | 3 | 1 | 4 | 8  | 12 | −4 | Campeão                   |
| 2   | Horizonte       | 6   | 7 | 1 | 3 | 3 | 7  | 10 | −3 |                           |
| 3   | Iguatu          | 4   | 3 | 1 | 1 | 1 | 6  | 4  | +2 |                           |
| 4   | Barbalha        | 3   | 3 | 0 | 3 | 0 | 5  | 5  | 0  |                           |
| 5   | Cariri          | 1   | 3 | 0 | 1 | 2 | 2  | 6  | −4 |                           |